# Reboot (宮川愛李のアルバム)
『Reboot』（リブート）は、宮川愛李の1枚目のアルバム。2021年3月3日にBeing内レーベル、NiM RECORDSから発売された。

## 概要
前年（2020年）はコロナ禍の影響で満足できる活動ができなかったことから気持ちが落ち込みがちだったが、成人したのを機に気持ちを切り替えてもう一度やり直すという個人的な気持ちと、まだコロナ禍の渦中だが、皆ももう一度一から立ち直って欲しいという思いを込めてアルバムタイトルを再起動を意味する『Reboot』とした。
内澤崇仁（androp）が「Reboot」「凪ぐ」「わすれもの」の3曲を楽曲提供しており、表題曲「Reboot」はテレビアニメ『名探偵コナン』のエンディングテーマとなっており、2021年1月9日に先行配信リリースされ、ミュージック・ビデオも制作された。また「わすれもの」は初となる本格的なバラード曲になっている。
レコーディングには西川進、日向秀和（ストレイテナー、Nothing’s Carved In Stone）、佐野康夫らが参加している。
販売形態は、ミュージック・ビデオや『宮川愛李ワンマンツアー「あったまっていきなよ〜!!!』の模様を収録したDVDが付属する【初回限定盤(CD+DVD)】（JBCN-9003）、CDのみの【通常盤】（JBCN-9004）名探偵コナンのアクリルスタンドが付属する【名探偵コナン盤(CD+GOODS)】（JBCN-9005）の3形態で発売。

## 収録曲
CD
1. スフィア
作詞：aireen  作曲：秋浦智裕  編曲：Soft Boiled Rockers
TVK『青春音楽バラエティ吉井さん 〜オヤジの音楽狩り〜』11月テーマソング
2. Reboot
作詞：aireen  作曲·編曲：内澤崇仁
読売テレビ・日本テレビ系アニメ『名探偵コナン』エンディングテーマ（2021年1月9日～8月14日）。
3. Stampede
作詞：aireen  作曲：中野領太  編曲：Mind United
4. プリムラ
作詞：aireen  作曲：秋浦智裕  編曲：Mind United
Paravi独占配信「恋んトス season10」テーマソング
5. lyrical
作詞：aireen  作曲：吉岡大地  編曲：Soft Boiled Rockers
6. 思案ブルー
作詞：aireen  作曲：北ノ原凉  編曲：Soft Boiled Rockers
7. 凪ぐ
作詞：aireen  作曲·編曲：内澤崇仁
8. 魅惑のカレイド
作詞：aireen  作曲：吉岡大地  編曲：Mind United
TBS系「SUPER SOCCER」6月エンディングテーマ
9. Sissy Sky
作詞：aireen  作曲：秋浦智裕  編曲：秋浦智裕·宮崎裕介
読売テレビ・日本テレビ系アニメ『名探偵コナン』エンディングテーマ（2019年8月31日～12月21日）。
10. わすれもの
作詞：aireen  作曲·編曲：内澤崇仁
11. メランコリック（Authentic）
作詞：aireen  作曲：吉岡大地  編曲：吉岡大地·宮崎裕介

DVD
- 宮川愛李ワンマンツアー「あったまっていきなよ〜!!!」
  - スマホ映えの向こうの世界
  - メランコリック
  - Sissy Sky
- 宮川愛李　Music Video
  - 欠落カレンドラ
  - Sissy Sky
  - プリムラ
  - スフィア
  - Reboot